# Kvarnbäckens kyrka
Kvarnbäckens kyrka (finska: Myllypuron kirkko) är en kyrka i Helsingfors. Den planerades av Anja och Raimo Savolainen, och blev klar år 1992. Kyrkan har två våningar. Glasmålningarna Lux aeterna av konstnären Carolus Enckell fungerar som altartavla. Orgeln, med 16 register, är tillverkad av orgelbyggeri Veikko Virtanen. Kyrkan används av Herttoniemen seurakunta.

## Historia
Kyrkans planering inleddes redan på 1960-talet. År 1987 påskyndade Kvarnbäckens invånare påskyndade byggandet av en egen kyrka med en adress undertecknad av över 5000 personer. Dock beslöt Helsingfors församlingars gemensamma kyrkofullmäktige 1988 att en kyrka inte skulle byggas. Efter detta började en mindre byggnad, i början kallad kapell, planeras enligt den ursprungliga kyrkoplanen. Kyrkan blev klar 1992